# Danny Brough
Danny Brough (* 15. Januar 1983 in Dewsbury) ist ein britischer Rugby-League-Spieler. Er spielt in der Super League für die Huddersfield Giants und spielte seit 2004 für die schottische Nationalmannschaft.

## Karriere
Brough begann seine Karriere als Juniorenspieler bei den Wakefield Trinity Wildcats, schaffte es dort allerdings nicht, in die Herrenmannschaft aufgenommen zu werden, so dass er den Verein verließ und einen Vertrag mit dem Zweitligisten Dewsbury Rams unterschrieb. Danach spielte er noch für die York City Knights und machte schließlich sein Super-League-Debüt mit dem Hull FC.
2005 gewann er mit Hull das Challenge-Cup-Finale gegen die Leeds Rhinos, in dem er 4 Erhöhungen und ein Dropgoal erzielte. Ein Jahr später wechselte er, obwohl er dort ein niedrigeres Gehalt kriegen würde, zum Zweitligisten Castleford Tigers, mit dem er 2007 den Aufstieg in die Super League schaffte.

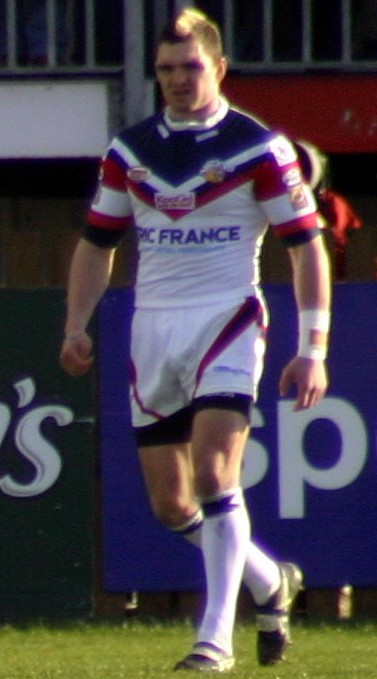
Brough während eines Spiels für Wakefield

2008 wechselte er zu den Wakefield Trinity Wildcats, wo er zu einem Schlüsselspieler wurde und die Albert Goldthorpe Medal gewann. Im selben Jahr nahm er als Kapitän der schottischen Nationalmannschaft an der Rugby-League-Weltmeisterschaft teil.
2009 kündigte er an, zur Englischen Nationalmannschaft wechseln zu wollen, da es ihm als Mitglied der schottischen Nationalmannschaft unmöglich war, an großen internationalen Turnieren teilzunehmen. Er wurde nicht für die englische Nationalmannschaft ausgewählt und nahm die nächsten 2 Jahre nicht an internationalen Spielen teil.
Am 24. März 2010 wechselte er zu den Huddersfield Giants und wurde 2012 ihr Kapitän, nachdem Kevin Brown in der Mitte der Saison zu den Widnes Vikings gewechselt war.
2012 wurde er schließlich für ein International-Origin-Spiel Teil der englischen Nationalmannschaft. Allerdings nahm er mit England an keinen weiteren Spielen teil, weshalb er 2013 zur schottischen Nationalmannschaft zurückkehrte.
2013 gewann er nach dem Ende der regulären Super-League-Saison den Man of Steel Award und gewann als erster Super-League-Spieler ein zweites Mal die Albert Goldthorpe Medal. Zudem wurde er zusammen mit Sonny Bill Williams und Greg Inglis für den RLIF International Player of the Year Award nominiert.
2014 gewann er mit Schottland den European Cup und wurde zudem als „Player of the Tournament“ ausgezeichnet.
Nach Ende der Saison 2015, in der die Giants im Halbfinale gegen Wigan ausschieden, entschied er sich, anstelle einer Pause bis zur nächsten Saison erneut mit Schottland am European Cup teilzunehmen. Er war im European Cup 2015 Schottlands Kapitän.

## Titel und Erfolge
- Challenge Cup: 2005
- Super League Dream Team: 2013, 2015
- Man of Steel Award: 2013
- Albert Goldthorpe Medal: 2008, 2013, 2014